# Цес Станіслав Гергардович
Станіслав Гергардовіч Цес (нар. 22 серпня 1961 року, Магнітогорськ) — російський валторніст і музичний педагог, заслужений і народний артист Росії.

## Біографія
У 1975 році (за іншими даному в 1978 році) Станіслав Цес закінчив Ленінградське хорове училище Академічної капели. Після цього він навчався у середній спеціальній музичній школі при Ленінградській державній консерваторії ім. Н. А. Римського-Корсакова в класі професора Віталія Буяновського. Закінчивши школу в 1980 році він вступив до Ленінградської консерваторії імені Н. А. Римського-Корсакова, яку закінчив у 1984 році також по класу Буяновського.
Одночасно з навчанням в консерваторії Станіслав Цес почав працювати в заслуженого колективу симфонічного оркестру Ленінградської державної Філармонії, виконуючи обов'язки стажиста з 1979 по 1984 рік. З 1984 по 1986 рік він, проходячи службу в лавах збройних сил СРСР, грав у військовому духовому оркестрі. Після цього він повернувся в оркестр Ленінградської філармонії і працював там з 1986 року артистом, а з 1989 року — солістом. В даний час Станіслав Цес — соліст симфонічного оркестру Маріїнського театру.
У 1990-х роках Станіслав Цес викладав у Санкт-Петербурзької державної консерваторії ім. Н. А. Римського-Корсакова. Серед його учнів — соліст оркестру Маріїнського театру Станіслав Авік.
Крім того, протягом всієї своєї кар'єри Станіслав Цес займався камерною музикою. В різний час він був учасником таких колективів, як Ленінградський квінтет дерев'яних духових інструментів, Санкт-Петербурзький філармонічний брас-квінтет «Російський Брас» («Russian Brass»). В даний час, крім роботи в оркестрі Маріїнського театру, він виступає у складі брас-квінтету і брас-ансамблю Маріїнського театру.

## Сім'я
- Батько Гергард Мартинович Цес — звукорежисер «Петербурзької студії грамзапису», заслужений діяч мистецтв Російської Федерації[7].
- Брат Олексій Гергардовіч Цес (р. 1962) — гобоїст, лауреат Всесоюзного конкурсу музикантів-виконавців, артист оркестру театру опери та балету імені Кірова[1] і АСО Санкт-Петербурзької філармонії[8], викладач Санкт-Петербурзької консерваторії[9].

## Нагороди та звання
- Лауреат музичного конкурсу «Концертіно-Прага» (1977)[10]
- Заслужений артист Росії (2005)[11]
- Народний артист Росії (2008)[12]

## Виноски
1. 1 2 3  Болотин С. В. Энциклопедический Биографический Словарь музыкантов — исполнителей на духовых инструментах. — 2-е изд. — М. : Радуница, 1995. — С. 305. — 4000 прим. — ISBN 5-88123-007-8. (рос.)
2. ↑  Сайт хорового училища имени М. И. Глинки (рос.)
3. ↑  Официальный сайт Мариинского театра [Архівовано 3 квітня 2011 у Wayback Machine.] (рос.)
4. ↑  Петербургская студия грамзаписи. Каталог архивных звукозаписей классической музыки [Архівовано 2021-08-21 у Wayback Machine.] (рос.)
5. ↑  Официальный сайт ансамбля «Русский Брасс» [Архівовано 28 вересня 2006 у Wayback Machine.] (рос.)
6. ↑  Медь во всем своем разнообразии — Вечерний Петербург (02.04.2008) [Архівовано 2016-01-29 у Wayback Machine.](рос.)
7. ↑  Награждён указом президента РФ от 8.1.1999 № 36 (рос.)
8. ↑  Официальный сайт Санкт-Петербургской государственной филармонии [Архівовано 12 серпня 2010 у Wayback Machine.] (рос.)
9. ↑  Официальный сайт Санкт-Петербургской государственной консерватории [Архівовано 16 березня 2010 у Wayback Machine.] (рос.)
10. ↑  Výsledky mezinárodní soutěže od roku 1966 [Архівовано 7 квітня 2014 у Wayback Machine.] (чес.)
11. ↑  Указ Президента Российской Федерации от 29 июня 2005 года № 755 «О награждении государственными наградами Российской Федерации» [Архівовано 2 грудня 2013 у Wayback Machine.] (рос.)
12. ↑  Указ Президента Российской Федерации от 26 марта 2008 года № 409 «О награждении государственными наградами Российской Федерации»[недоступне посилання з липня 2019] (рос.)